# Eurytoma martellii
Eurytoma martellii Domenichini, 1960, è un insetto parassitoide della famiglia degli Euritomidi (Hymenoptera: Chalcidoidea). Rappresenta uno degli antagonisti naturali della mosca delle olive.

## Descrizione
L'adulto è di difficile riconoscimento perché a causa delle piccole dimensioni e dell'assenza di elementi morfologici peculiari si confonde facilmente con altri imenotteri. Il corpo è lungo 2-4 mm, quasi completamente nero, con variazioni di colore in corrispondenza della parte distale delle zampe (giallo pallido) e degli occhi. Il capo è vistosamente largo, con antenne composte da 11 articoli. Il flagello è composto da un anello, dal funicolo di 5 articoli e dalla clava di 3. I segmenti del funicolo differiscono secondo il sesso: nella femmina sono subcilindrici, nel maschio sono peduncolati e portanti verticilli di setole sensitive.
La parte dorsale del torace è ricoperta di sculture alveolate. I notauli sono completi e il pronoto è ben sviluppato e visibile dorsalmente. Le ali hanno la vena postmarginale lunga oltre la metà di quella marginale e poco più lunga della stigmale.
Il gastro è compresso trasversalmente e ha uno sviluppo ridotto rispetto al torace. Il quarto segmento è nettamente più sviluppato degli altri. Il peziolo è breve, leggermente più lungo nei maschi.

## Biologia
La biologia di questo insetto è poco nota. Le poche informazioni disponibili segnalano un'attività come parassitoide primario sulle larve di terza età della mosca dell'olivo, sulle quali si sviluppa da ectoparassita solitario. La letteratura non cita altri ospiti, tuttavia il fatto che compie diverse generazioni l'anno farebbe ritenere che si tratti di un parassitoide a regime polifago o oligofago. In alcune zone può diventare il parassitoide più attivo sulla mosca.
In merito ai rapporti con altri parassitoidi associati alla mosca delle olive va citato l'antagonismo con l'Eupelmus urozonus, il quale può svilupparsi come iperparassita anche sull'Euritomide.

## Distribuzione
La presenza dell'Eurytoma martellii è segnalata in vari paesi del bacino del Mediterraneo, mentre non è citata la presenza della specie in altre zone.